# Meridiano 139 oeste
El meridiano 139 oeste de Greenwich es una línea de longitud que se extiende desde el Polo Norte atravesando el océano Ártico, América del Norte, el océano Pacífico, el océano Antártico y la Antártida hasta el Polo Sur.
El meridiano 139 oeste forma un gran círculo con el meridiano 41 este.
Comenzando en el Polo Norte y dirigiéndose hacia el Polo Sur, el meridiano 139 oeste pasa a través de:
| Coordenadas                         | País, territorio o mar | Notas |
| ----------------------------------- | ---------------------- | --- |
| 90°0′N 139°0′O / 90.000, -139.000   | Océano Ártico          | |
| 73°57′N 139°0′O / 73.950, -139.000  | Mar de Beaufort        | |
| 69°38′N 139°0′O / 69.633, -139.000  | Canadá                 | Yukon - Isla Herschel |
| 69°34′N 139°0′O / 69.567, -139.000  | Mar de Beaufort        | Mackenzie Bay |
| 69°26′N 139°0′O / 69.433, -139.000  | Canadá                 | Yukon Columbia Británica - unos 2 km |
| 59°59′N 139°0′O / 59.983, -139.000  | Estados Unidos         | Alaska |
| 59°16′N 139°0′O / 59.267, -139.000  | Océano Pacífico        | Pasa justo al oeste de la isla Fatu Huku, Polinesia Francesa |
| 9°42′S 139°0′O / -9.700, -139.000   | Polinesia Francesa     | Isla Hiva Oa |
| 9°49′S 139°0′O / -9.817, -139.000   | Océano Pacífico        | Pasa entre las islas Tahuata y Mohotani, Polinesia Francesa Pasa justo al oeste del atolón Puka-Puka, Polinesia Francesa Pasa justo al este del atolón Akiaki, Polinesia Francesa Pasa justo al oeste del atolón Vahitahi, Polinesia Francesa Pasa entre el atolón Vairaatea y la isla Nukutavake, Polinesia Francesa Pasa justo al este del atolón Vanavana, Polinesia Francesa |
| 21°51′S 139°0′O / -21.850, -139.000 | Polinesia Francesa     | Atolón Moruroa |
| 21°53′S 139°0′O / -21.883, -139.000 | Océano Pacífico        | Pasa justo al oeste del atolón Fangataufa, Polinesia Francesa |
| 60°0′S 139°0′O / -60.000, -139.000  | Océano Antártico       | |
| 75°12′S 139°0′O / -75.200, -139.000 | Antártida              | Territorio no reclamado |